# Akademie der Konrad-Adenauer-Stiftung

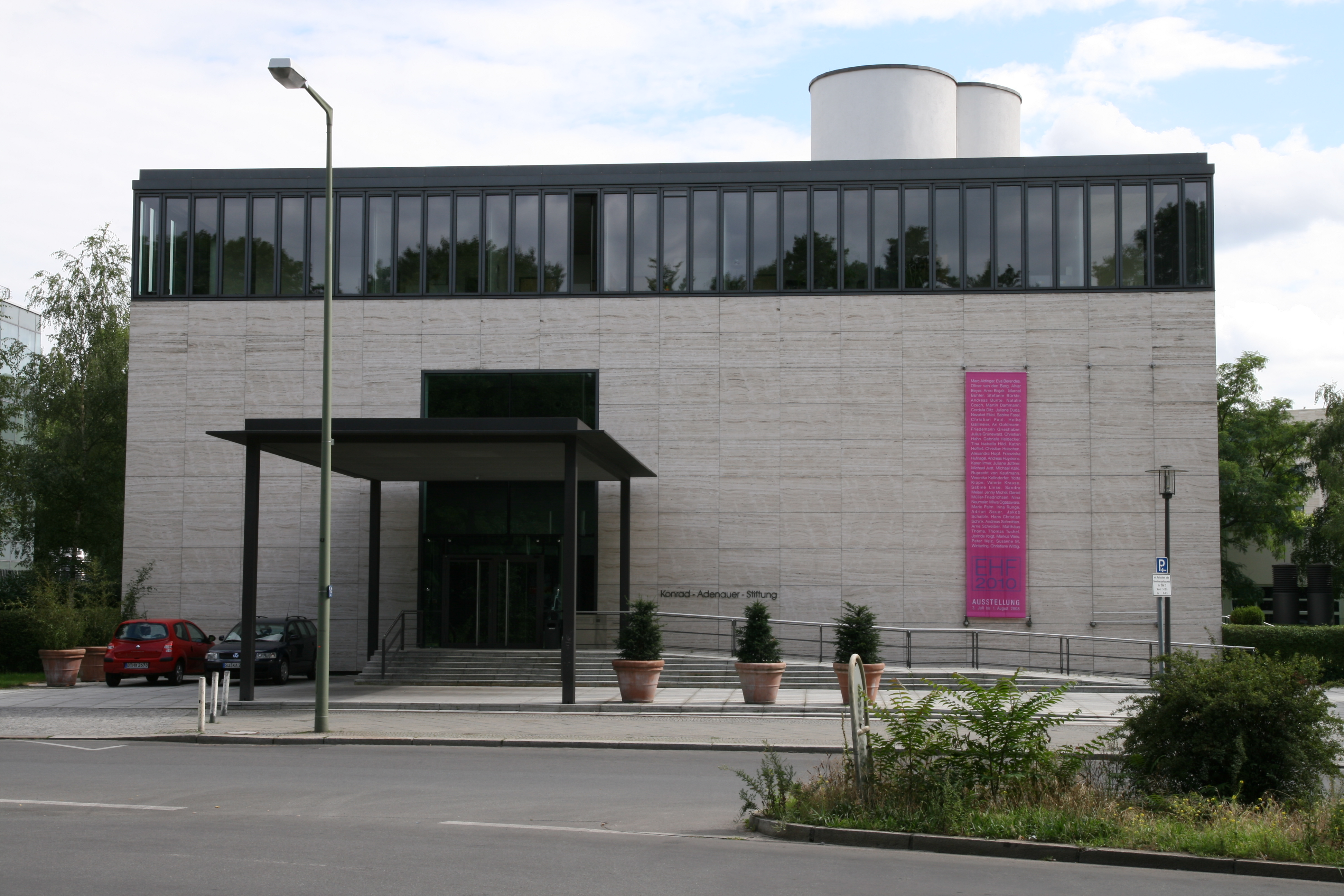
Der Neubau der Akademie in der Berliner Tiergartenstraße

Die Akademie der Konrad-Adenauer-Stiftung ist eine Einrichtung zur Fortbildung politisch interessierter Menschen ab 16 Jahren und wurde am 25. Juli 1998 in Berlin eröffnet.  Sie ist Teil der Konrad-Adenauer-Stiftung.

## Geschichte
Am 1. September 1981 wurde die damals sogenannte Politische Akademie unter der Leitung von Klaus Weigelt auf Schloss Eichholz gegründet. Im Jahr 1992 wurde der Sitz nach Sankt Augustin verlagert, bevor die Akademie 1997 nach Berlin umzog. Bereits 1995 war Thomas van den Valentyn als Architekt mit den Planungen für einen Neubau in der Tiergartenstraße beauftragt worden. Neben Tagungs- und Seminarräumen für bis zu 199 Teilnehmer wurden die Büroräumen der Akademie sowie des Bildungsforum Berlin unter demselben Dach untergebracht. Außerdem verfügt der Bau über eine Cafeteria und eine repräsentative Terrasse für Empfänge.
Das Politische Bildungsforum Berlin befindet sich im selben Haus. Gelegentlich werden die beiden Namen synonym benutzt, wobei das Bildungsforum sich explizit nur an Bürger der Stadt Berlin richtet und politische Strömungen vor Ort aufgreift.

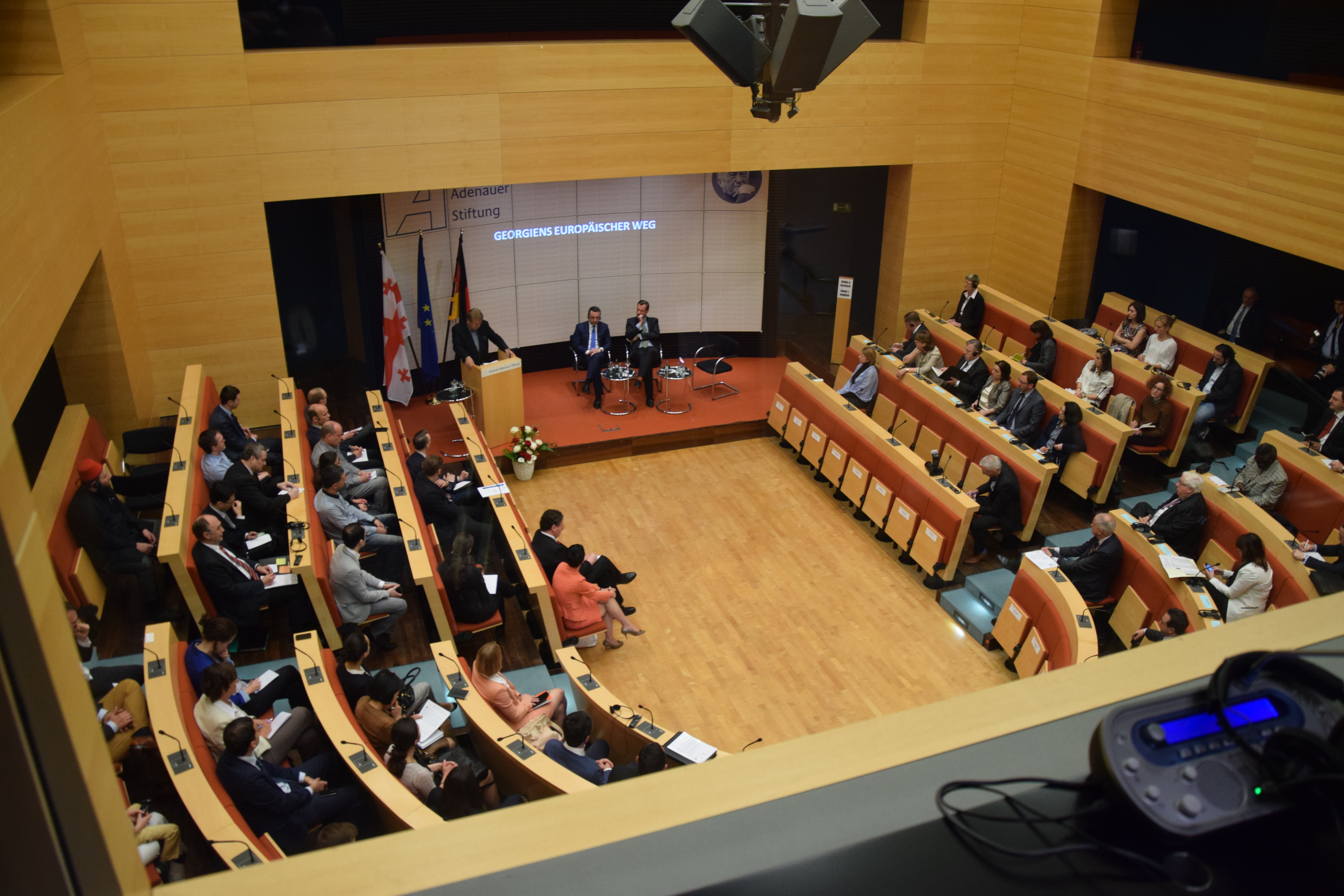
Sitzungssaal
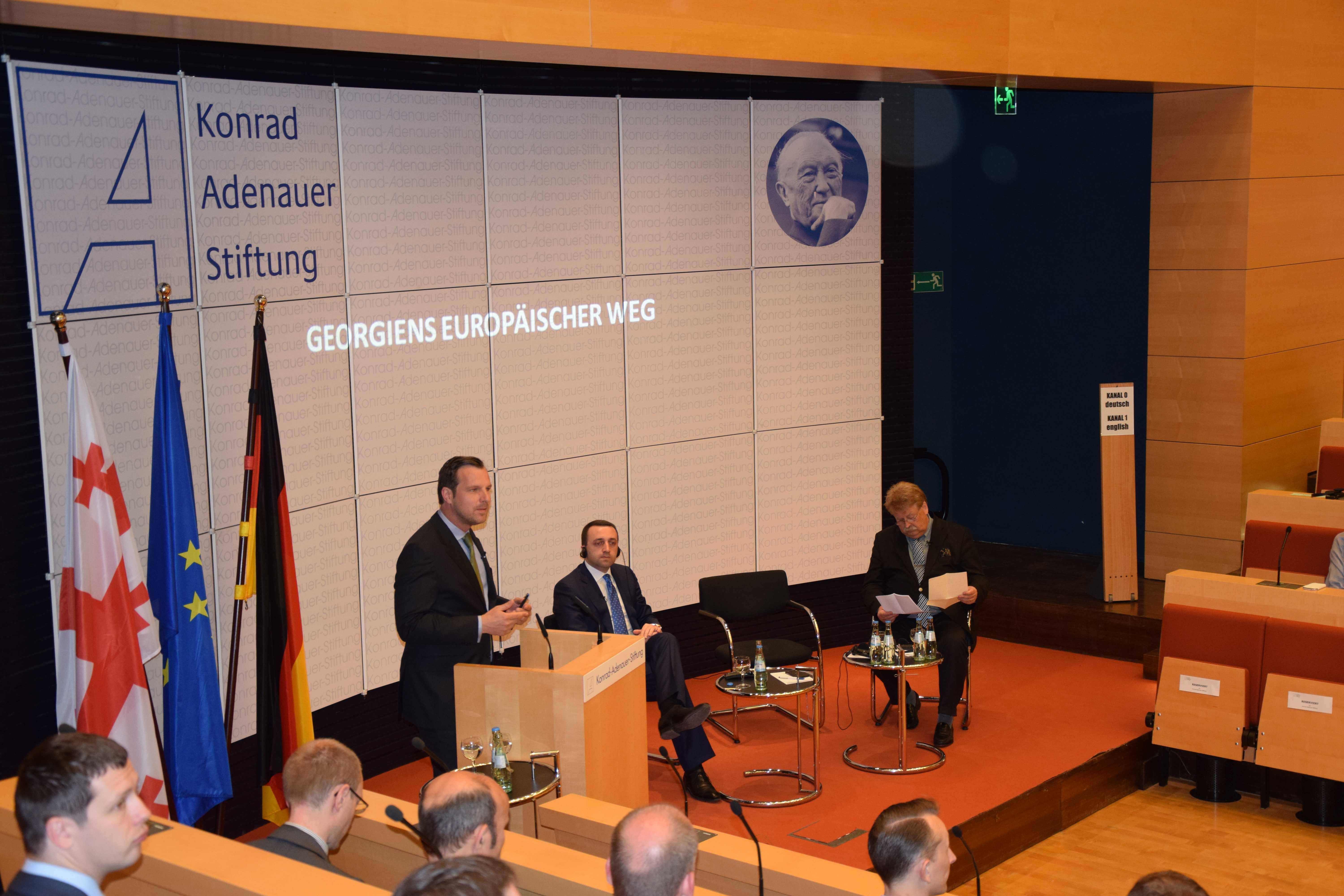
Tagung mit Elmar Brok
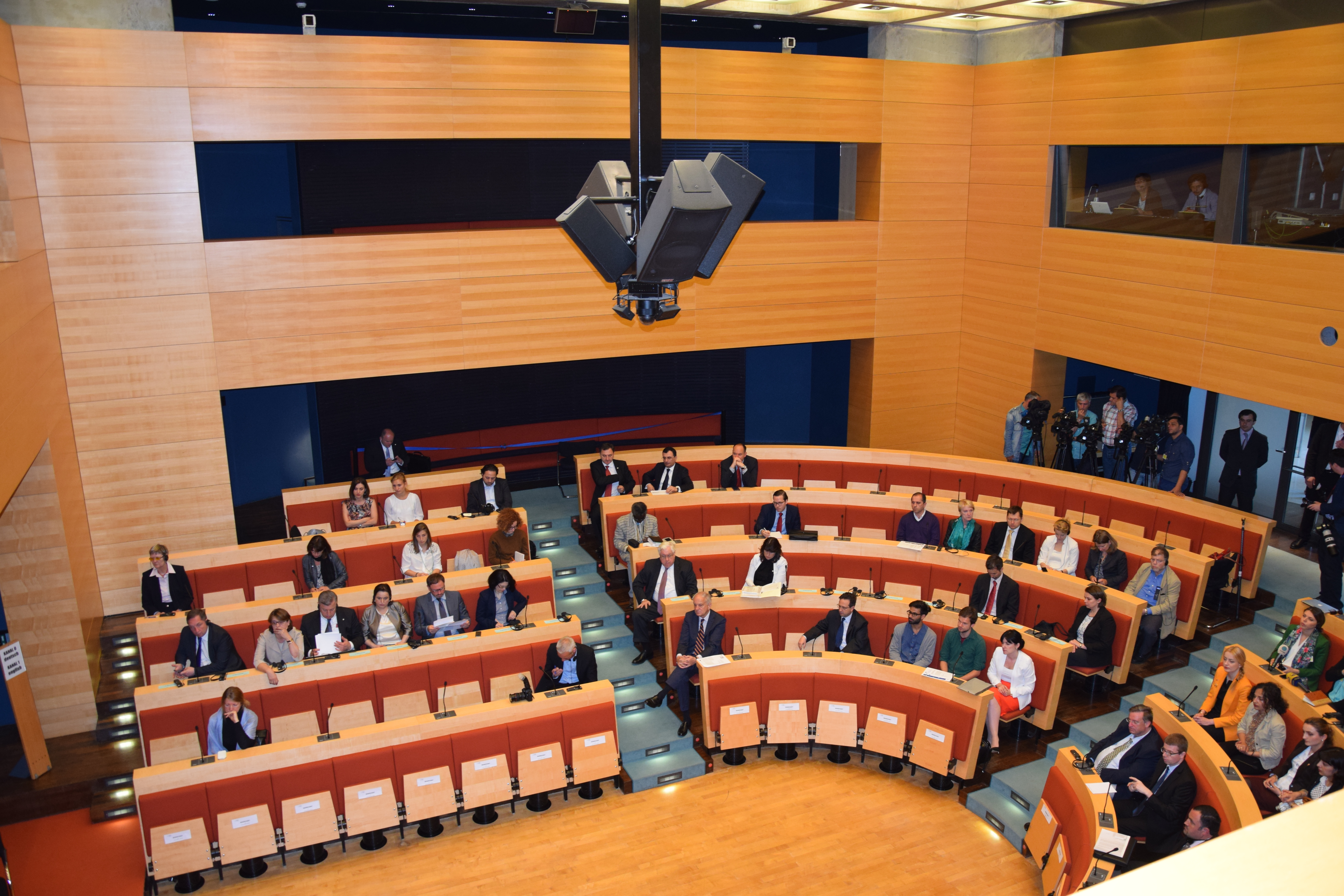
Einer der Sitzungssäle
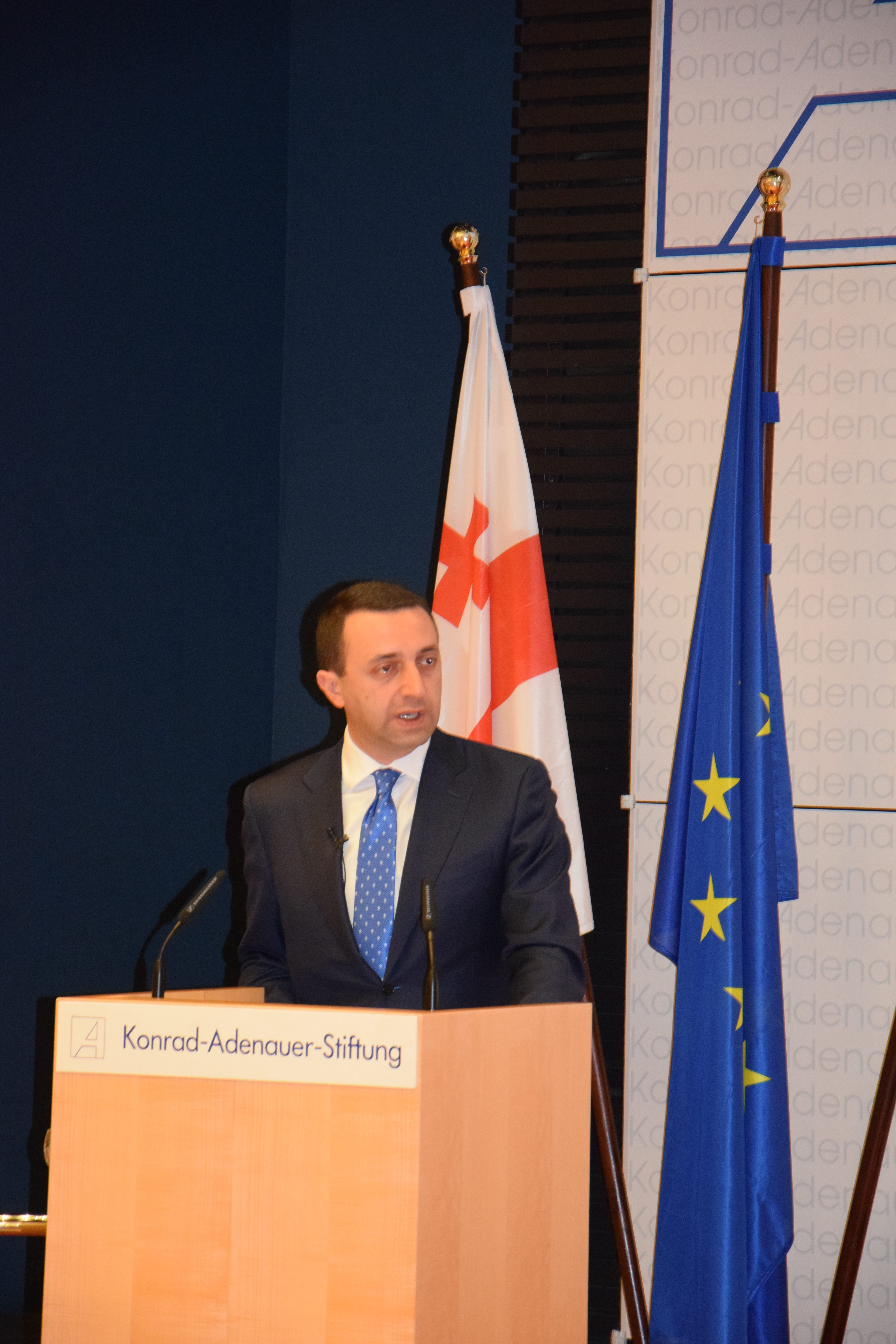
Der georgische Ministerpräsident Garibaschwili in der Akademie der Konrad-Adenauer-Stiftung

## Auftrag
Die Akademie sieht sich als bundesweites Forum für den Dialog zwischen Politik, Wirtschaft, Wissenschaft und Gesellschaft. Zu diesem Zweck werden Symposien, Konferenzen, Expertentagungen und Ausstellungen zu aktuellen gesellschaftspolitischen Fragen durchgeführt. Ein weiterer Schwerpunkt ist die Auseinandersetzung mit der deutschen Geschichte. Die Akademie benennt als wichtige Eckpunkte in der Eigendarstellung:
- Erinnerung an die Shoah
- Dialog mit dem Judentum
- Betrachtung der DDR und der Wiedervereinigung
- Betrachtung des Nationalsozialismus
- Betrachtung des Europäischen Einigungsprozess

Unterabteilungen sind die Junge Akademie der KAS, welche sich schwerpunktmäßig an Jugendliche und junge Erwachsene richtet, und die Abteilung KAS vor Ort, eine Berlin-spezifische Einrichtung, die Themen in den Stadtteilen vor Ort aufgreift.